# Guldsteklar
Guldsteklar (Chrysididae) är en familj i ordningen gaddsteklar. I familjen finns över 3 000 arter som vanligtvis lever parasitiskt. De parasiterar på larver och puppor av steklar och fjärilar, eller på ägg av vandrande pinnar. Kroppslängden ligger mellan 2,5 och 20 millimeter, oftast cirka sju millimeter. Bara ett fåtal arter blir längre än 15 millimeter. De flesta arter är metallglänsande, därav det svenska namnet. I Sverige finns närmare 50 arter.
Honan lägger sina ägg i boet av en bin, geting eller av andra insekter. Larverna äter värdets larver eller föda som erbjudits till larverna. Vuxna exemplar har ett robust exoskelett för att motstå värddjurets bett. De kan även rulla ihop sig.

## Systematik
Kladogrammet nedan visar släktskapet med närstående familjer i överfamiljen Chrysidoidea.
```
  Chrysidoidea
    ├── 
Plumariidae

    └── N.N.
       ├── 
Scolebythidae

       └── N.N.
           ├── N.N.
           │   ├── 
Dvärggaddsteklar
 (Bethylidae)
           │   └── 
Guldsteklar
 (Chrysididae)
           │
           └── N.N.
               ├── 
Sclerogibbidae

               └── N.N.
                   ├── 
Vedstritsteklar
 (Embolemidae)
                   └── 
Stritsäcksteklar
 (Dryinidae)
```